# Měnín
Měnín (deutsch Mönitz, früher Menitz, älter auch Menes) ist eine Gemeinde in Tschechien. Sie liegt 14 Kilometer südöstlich des Stadtzentrums von Brno und gehört zum Okres Brno-venkov.

## Geographie
Měnín befindet sich am Fuße der Ausläufer des Steinitzer Waldes in der Thaya-Schwarza-Talsenke. Das Dorf erstreckt sich am linken Ufer der Říčka (Goldbach) vor deren Einmündung in die Litava. Nordöstlich erhebt sich der Vinohrádky (217 m), im Südosten der Ostrov (194 m) und westlich die Žerotínky (202 m). Gegen Norden liegt das Umspannwerk Sokolnice. Im Westen führt die Trasse des Autobahn D 2/E 65 vorbei, die nächste Abfahrt 11 ist bei Blučina. Zweieinhalb Kilometer nordwestlich liegt die Wüstung Dunajovice.
Nachbarorte sind Vladimírov und Sokolnice im Norden, Telnice im Nordosten, Žatčany im Osten, Nesvačilka, Rozářín und Moutnice im Südosten, Jalovisko und Albrechtov im Süden, Blučina im Südwesten, Opatovice und Rajhradice im Westen sowie Rebešovice und Otmarov im Nordwesten.

## Geschichte
Archäologische Funde belegen eine frühzeitliche Besiedlung der Gegend. Měnín gilt vor allem als Fundstätte der Frühbronzezeit und war namensgebend für die Benennung der Mönitzer Kultur, die heute als Aunjetitzer Kultur bezeichnet wird.
Die erste schriftliche Erwähnung von Meneys erfolgte im Jahre 1240, als der Ort das bis dahin Satcane zustehende Privileg für einen Markt für jagdbares Wild erhielt. Bereits 1248 verfügte König Wenzel I. wieder dessen Abhaltung an der althergebrachten Stelle in Satcane. Měnín war einer der bedeutendsten mittelalterlichen Marktorte Südmährens und lag am Kreuzungspunkt der Handelswege nach Ungarn, Polen und Österreich. Zugleich besaß das Städtchen das Privileg zur Erhebung der landesherrlichen Maut. Der älteste Nachweis eine Pfarre in Mönitz stammt aus dem Jahre 1296. Seit 1298 bestand in Mönitz ein Gericht, dem mehrere Dörfer der Umgebung unterstanden. Dieses erhielt später auch die Funktion eines Appellationsgerichtsstuhls für die südmährischen Landstädte übertragen. Die Bedeutung des Städtchen wird auch dadurch erkennbar, dass eines der fünf Brünner Stadttore seit 1293 als Mönitzer Tor (Měninská brána) bezeichnet wurde. 1333 hob Johann von Luxemburg den Wegezwang über Mönitz für die von Wien nach Brünn reisenden Kaufleute auf. Zwei Jahre später gewährte er den Städten Olmütz, Mährisch Neustadt und Littau eine Befreiung von der Mönitzer Maut.
Mit der 1349 erfolgten Erhebung von Brünn zur Residenzstadt des mährischen Markgrafen Johann Heinrich setzte der Niedergang von Mönitz ein. 1350 entzog Johann Heinrich dem Mönitzer Schöppenstuhl die Rechtsprüfunginstanz für Mönitz, Auspitz, Pohrlitz und Eibenschütz und übertrug diese dem Rat von Brünn. Im selben Jahre ordnete der Markgraf zudem die Verlegung der Haupthandelsstraße nach Österreich über Brünn anstatt Mönitz an. Jobst von Mähren ließ 1396 östlich von Mönitz an der Cesawa (Litava) den Teich Nesset anlegen. Nordöstlich des Städtchens befand sich seit der zweiten Hälfte des 15. Jahrhunderts der ausgedehnte Satczaner Teich. Seit 1512 hatte Mönitz pikarditische Pfarrer. Um 1550 wurde der Nesset auf eine Fläche von 1200 Joch beträchtlich erweitert und fortan als Großer Mönitzer Teich bezeichnet. Als Ausgleich für die durch die Vergrößerung des Teiches überfluteten Mönitzer Äcker, Wiesen und Weiden erteilte König Ferdinand I. dem Städtchen 1552 das Privileg für einen dritten Jahrmarkt sowie einen mittwöchlichen Wochenmarkt. Zudem befreite er Mönitz vom Getreidezehnt und der Verpflichtung zum Schank Seelowitzer Weins. Zusammen mit der Burg Spielberg kauften die Stände der Markgrafschaft Mähren im Jahre 1560 auch die Mönitzer Maut. Seit 1560 ist in Mönitz eine Mühle und ein herrschaftlicher Hof nachweisbar. 1582 traten die Stände die Mönitzer Maut im Austausch gegen die Eibiser und Mödlauer Maut an Friedrich von Zierotin ab. Nach dem Verbot der Pikarditen in Mähren wurde die Mönitzer Pfarre 1625 der Benediktinerabtei Raigern übertragen. Im Jahre 1654 erlosch die Pfarre und die Kirche in Mönitz wurde als commendata der Lautschitzer Pfarre zugeordnet. 1663 plünderten die Türken Mönitz. Während der Zweiten Wiener Türkenbelagerung wurde das Städtchen 1683 von polnischen Hilfstruppen ausgeplündert. Gleiches erfolgte 1742 durch die preußischen Belagerer von Brünn. Durch den Religionsfonds wurde 1784 in Mönitz eine Lokalie mit Kirchenschule eingerichtet. Am Morgen des 2. Dezember 1805 eröffneten die Verbündeten um 7 Uhr mit einer Kavallerievorhut unter Feldmarschall Kienmayer von Mönitz aus die Schlacht bei Austerlitz und griffen die bei Telnitz lagernden Franzosen an. Nach der Niederlage flohen die Truppen der Verbündeten am Nachmittag über die Dämme des Satczaner und Großen Mönitzer Teiches. Ein großer Teil der Flüchtenden wurde von den nachrückenden Franzosen in den Satczaner Teich getrieben. Zwischen dem 6. und 12. Dezember 1805 wurde der Satczaner Teich auf Befehl Napoleons abgelassen und mehr als 200 tote Pferde sowie etliche Wagen geborgen. Die Leichen der Ertrunkenen wurden mit Ausnahme von drei russischen Soldaten im Teich belassen. 1824 erfolgte die Trockenlegung des Großen Mönitzer Teiches, 1834 wurde auch der Satczaner Teich in Ackerland umgewandelt. Im Jahre 1834 bestand Mönitz aus 103 Häusern und hatte 659 Einwohner. Bis zur Mitte des 19. Jahrhunderts blieb Mönitz nach Seelowitz untertänig.
Nach der Aufhebung der Patrimonialherrschaften bildete Měnín/Mönitz ab 1850 eine Marktgemeinde in der Bezirkshauptmannschaft Auspitz. 1928 wurde die Litava reguliert und begradigt; dabei erhielt sie ein neues Bett, das südöstlich an Měnín vorbeiführte. Zuvor querte der Bach den Marktplatz von Měnín. 1949 wurde die Gemeinde dem neuen Okres Židlochovice zugeordnet. Seit dessen Aufhebung im Jahre 1961 gehört Měnín zum Okres Brno-venkov.

## Gemeindegliederung
Für die Gemeinde Měnín sind keine Ortsteile ausgewiesen. Zu Měnín gehören die Ansiedlungen Albrechtov (Albertshof) und Jalovisko (Galdhof).

## Sehenswürdigkeiten
- Kirche der hl. Margarethe, der im 14. Jahrhundert errichtete Bau erhielt seine heutige Gestalt beim Umbau im 18. Jahrhundert. Erhalten blieb das gotische Presbyterium.
- Sühnestein aus dem 17. Jahrhundert an der Kirche
- Statue der hl. Dreifaltigkeit
- Statue des hl. Johannes von Nepomuk
- Kapelle in Jalovisko
- Naturdenkmal Písky, nordöstlich des Dorfes, die ehemalige Schwimmsandkippe auf dem Terrain des früheren Satczaner Teiches zeichnet sich durch ihre Sandvegetation und -fauna aus